# Наедине с ночью
«Наедине с ночью» — советский фильм 1966 года режиссёра Бориса Силаева.

## Сюжет
Во время очередного рейса молодой шофёр междугородных автоперевозок Димка приехал за грузом в приморский город поздно вечером. Мест в гостинице не нашлось, и он решил прогуляться по незнакомым улицам. Он знакомится с молодой девушкой Верой, гуляя с которой за одну ночью легкомысленный Димка меняется: беседы с серьёзной, вдумчивой девушкой во время их прогулки по городу впервые вызывают в нём глубокие раздумья о смысле жизни, о подлинном человеческом счастье и красоте.

## В ролях
- Элеонора Александрова — Вера
- Роман Хомятов — Дима

В эпизодах: Б. Брондуков, А. Лесная, А. Володина, В. Полищук, В. Дальский, М. Швидлер, С. Крылов, С. Шеметило.

## Критика
Фильм получил негативную критику как бессодержательный:

Ночь есть. Двое есть. Есть многозначительные проходы и ещё более многозначительные слова. Есть сцены, призванные «убить» нас наповал своей оригинальностью. А вот мысли, глубины, всего, что мы называем раскрытием жизни нет как нет… Современная, «модерновая» форма — лишь попытка прикрыть пустоту авторского замысла. Двое бродят по городу. Двое манекенов, а не людей, так и оставшиеся незнакомыми, не удивившие нас ни одним проблеском ума или чувства, бесстрастно повторяющие «афоризмы» в духе телеграфиста Ятя: «Рассвет не остановишь. Рассвет не остановишь…»— Советский экран, 1967

Кинокартина «Наедине с ночью» Б. Силаева и С. Третьякова во всем надуманно и искусственно изображает ночную прогулку по городу юноши и девушки, страдающих модной на Западе болезнью — недостатком взаимопонимания. И потому, что герои здесь умышленно изолированы от жизни.— Вітчизна, 1968